# Araquari
Araquari, amtlich portugiesisch Município de Araquari, ist eine Stadt im brasilianischen Bundesstaat Santa Catarina. Sie liegt an der Baía da Babitonga, einer ca. 30 km tief ins Land hereinreichenden verzweigten Atlantik-Meeresbucht, 182 km nördlich der Hauptstadt Florianópolis und rund 20 km südöstlich von Joinville, auf einer Höhe von neun Metern über NN. Die nächsten Strände am Südatlantik in Balneário de Barra do Sul liegen rund 15 km entfernt. Im Jahr 2010 betrug die Bevölkerung 24.810 Einwohner, zum 1. Juli 2021 wurde sie auf 40.890 Einwohner geschätzt.

## Besiedlung
Die Gegend ist schon sehr früh, rund 40 Jahre nach der Entdeckung Brasiliens durch die Portugiesen im Jahre 1500 besiedelt worden. Zunächst soll es der Spanier Álvar Núñez Cabeza de Vaca gewesen sein, der mit einer Expedition von 250 Männern, 40 Pferden und einigen Sträflingen hier auf eine Gruppe von Tupi-Indianer stieß, die später von Jesuiten katechisiert wurden. Einen Monat später kamen sie nach Araquari und nannten es Paranaguá Mirim, „kleine Bucht“ in Tupi-Guarani. Eine richtige Besiedelung kam erst zustande, als ab 1748 Einwanderer von den Azoreninseln hier ankamen, die sich im Küstenbereich niederließen. Das Landesinnere wurde ab dem 19. Jahrhundert – durch nacheinander folgende Wellen – europäischer Einwanderer besiedelt. Deutsche, Italiener, Polen, Ukrainer, Norweger und andere mussten gegen die wilde Natur kämpfen, ihren Lebensunterhalt mit ihrer Landwirtschaft bestreiten und entwickelten dabei starken Unternehmungsgeist.

## Klima und Natur
Araquari liegt in einer Flussebene, der Rio Parati tritt oftmals über die Ufer und überschwemmt in der Regel die von der Landwirtschaft genutzten tiefliegenden Flächen. Die Gegend bietet atemberaubende Naturschönheiten. Das Klima ist subtropisch mit mittleren Temperaturen von 22 °C bei regelmäßigen Regenfällen. Im Gegensatz zu anderen brasilianischen Territorien sind die Jahreszeiten hier deutlich ausgeprägt. Die Winter sind warm und sonnig.
Der Name Araquari wurde offiziell erst 1943 festgelegt. Er bedeutet in der Tupi-Guarani-Sprache „Zuflucht der Vögel“. Der Name wurde nach der Wasserstraße Canal do Linguado in der Meeresbucht benannt, der die Grenze zwischen den Gemeinden Araquari und São Francisco do Sul markiert. Hier lebt eine signifikante Anzahl von Wasservögeln wie Kormorane, Reiher, Möwen und andere Wasservögel wie der Araquã (Ortalis canicollis).

## Feste
In Araquari werden übers Jahr bekannte Feste der Region Nördliches Santa Catarina abgehalten. Hervorzuheben ist das Fest Bom Jesus, das vom 28. Juli bis zum eigentlichen Höhepunkt am 6. August stattfindet sowie das Fest der Maracujá, das alle zwei Jahre gefeiert wird. Es zieht Tausende von Besuchern an, die vor allem auch wegen der Landwirtschaftsausstellung kommen. Dabei werden typische Speisen der Region serviert. Zum Festkalender zählen noch religiöse Festtage der Schutzheiligen der katholischen Kirchengemeinde und andere organisierte Feste von evangelikalen Kirchen, Verbänden und dem Rathaus.

## Wirtschaft
Das Ortszentrum ist 10 km von der Bundesstraße BR-101 entfernt. Über die BR-280 ist die Stadt mit dem für die Region wichtigen Überseehafen von São Francisco do Sul verbunden.
Die ausgezeichnete geostrategische Lage war der Grund dafür, dass die Logistiker des deutschen Automobilkonzerns BMW im Oktober 2012 sich dazu entschieden Araquari zum Standort des ersten BMW-Automobilwerkes auf lateinamerikanischem Boden werden zu lassen. Hauptargument war dabei der nahegelegene Containerhafen São Francisco do Sul. Die Entscheidung von BMW kam mit Unterstützung der damaligen Präsidentin Brasiliens Dilma Rousseff und des Gouverneurs von Santa Catarina João Raimundo Colombo zustande und rief große Begeisterung in der Region hervor. Die örtliche Stadtverwaltung erwartet deshalb in kürzester Zeit eine Verdoppelung der Einwohnerzahl innerhalb der nächsten Jahre. Die BMW-Gruppe hat vom Bundesstaat Santa Catarina einen Kredit zum Kauf des Terrains zugesichert bekommen. Offizieller Spatenstich war im Dezember 2013, die ersten Fahrzeuge vom Typ BMW X1 sollten 2014 vom Band rollen. Die offizielle Eröffnung des Werkes war am 10. Dezember 2014 mit dem Start der Produktion. Die Produktion soll sich auf bis zu 30.000 Fahrzeuge pro Jahr beziffern.